# Josep Sabater i Sust

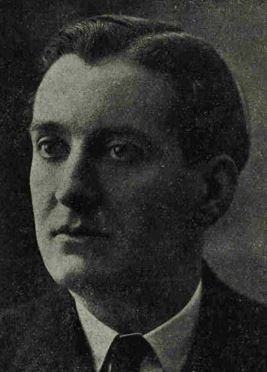
Josep Sabater i Sust

Josep Sabater i Sust (* 1882 in Mataró; † 9. August 1969 in Barcelona) war ein katalanischer Dirigent und klassischer Pianist. Er leitete über vierzig Jahre das Orchester des Gran Teatre del Liceu in Barcelona. Als Pianist gehörte er in das Umfeld der Katalanischen Pianistenschule.

## Leben und Werk
Sabater wurde zunächst von seinem Vater in die Musik eingeführt. Er studierte dann Cello bei Josep Solé, Klavier bei Joan Baptista Pellicer und Harmonie bei Enric Morera am Conservatori Municipal de Barcelona.
Bereits 1901 wurde er wegen seiner herausragenden pianistischen Leistungen als Klavierdozent an diesem Konservatorium eingesetzt und blieb zwölf Jahre lang in dieser Position. Er wirkte in dieser Zeit auch als Solo- und Konzertpianist und in Kammermusikensembles bei Auftritten in Spanien und im Ausland. Bald widmete er sich dem Dirigat von Opernorchestern. 1913 dirigierte er erstmals das Orchester des Gran Teatre del Liceu in Barcelona. Er blieb dann über vierzig Jahre Dirigent dieses Orchesters. Er dirigierte auch das Orchester des Teatro Real de Madrid und Theaterorchester in anderen großen Städten Spaniens, Europas und Südamerikas. 1931 gründete er das Orquestra Clàssica mit dem er zahlreiche Konzerte in Barcelona und in Gesamtspanien gab.

## Persönliches
Sabaters Frau Margarida Parera war eine angesehene Gesangslehrerin in Barcelona. Die Tochter des Ehepaares Rosa Sabater war eine herausragende Pianistin und Musikpädagogin.